# غاري هينشاو
غاري هينشاو (بالإنجليزية: Gary Henshaw)‏ هو لاعب كرة قدم بريطاني، ولد في 18 فبراير 1965 في ليدز في المملكة المتحدة. لعب مع بولتون واندررز وسوانزي سيتي وغريمسبي تاون ونادي رانكورن هالتون ونادي روتشديل ونادي هايد إف سي.